# Le Vernet-Sainte-Marguerite
Le Vernet-Sainte-Marguerite – miejscowość i gmina we Francji, w regionie Owernia-Rodan-Alpy, w departamencie Puy-de-Dôme.
Według danych na rok 1990 gminę zamieszkiwało 271 osób, a gęstość zaludnienia wynosiła 11 osób/km² (wśród 1310 gmin Owernii Le Vernet-Sainte-Marguerite plasuje się na 583. miejscu pod względem liczby ludności, natomiast pod względem powierzchni na miejscu 321.).